# Число Грасгофа
Число Ґрасгофа ({\displaystyle \mathrm {Gr} }) — критерій подібності, що визначає процес теплообміну під час вільногравітаційного руху і є мірою співвідношення архімедової (підіймальної) сили, спричиненої нерівномірним розподілом густини в неоднорідному полі температур і силами міжмолекулярного тертя.
{\displaystyle \mathrm {Gr} ={\frac {gL^{3}\alpha \left(t_{c}-t_{0}\right)}{\nu ^{2}}}\,}
де: g — прискорення вільного падіння, {\displaystyle g=9,81} м/с2;
{\displaystyle L} — визначальний лінійний розмір поверхні теплообміну, м;
{\displaystyle t_{c}} — температура поверхні теплообміну, °C;
{\displaystyle t_{0}} — температура теплоносія, °C;
{\displaystyle \nu } — кінематичний коефіцієнт в'язкості, м²/с;
{\displaystyle \alpha } — коефіцієнт теплового розширення теплоносія, для газів {\displaystyle \alpha ={\frac {1}{273+t_{0}}}\,}, К−1.
Число Грасгофа характеризує ефективність підіймальної сили, що викликає вільноконвекційний рух в'язкої рідини, тому застосовується при дослідженні вільної конвекції.
Іноді число Ґрасгофа називають тепловим числом Архімеда.
Перехід до турбулентного руху при конвекції відбувається в діапазоні {\displaystyle 10^{8}<\mathrm {Gr} <10^{9}}. При вищих значеннях числа Грасгофа, примежовий шар турбулентний, при нижчих значеннях числа Грасгофа, примежовий шар є ламінарним. Число назване на честь німецького інженера Франца Ґрасгофа.

## Співвідношення з іншими характеристичними числами
Число Релея безрозмірнісне число, що характеризує поведінку рідини (конвекцію) під впливом градієта температури, може бути визначене як добуток чисел Грасгофа і Прандтля. Для числа Релея існує критичне значення, вище якого спостерігається рух рідини
{\displaystyle \mathrm {Ra} _{\text{кр}}=\mathrm {Gr} _{\text{кр}}\mathrm {Pr} }
Відношення числа Грасгофа до числа Рейнольдса, піднесеного до квадрату, можна використовувати, щоб визначити коли можна знехтувати примусовою або вільною конвекцією для системи, чи враховувати їх комбінацію. Це характеристичне співвідношення відоме як число Річардсона ({\displaystyle \mathrm {Ri} }). Якщо це відношення набагато менше від одиниці, вільною конвекцією можна знехтувати. Якщо відношення набагато більше за одиницю, можна знехтувати вимушеною конвекцією. В іншому випадку слід розглядати комбінований режим примусової і вільної конвекції:
{\displaystyle \mathrm {Ri} ={\frac {\mathrm {Gr} }{\mathrm {Re} ^{2}}}\gg 1} — можна знехтувати примусовою конвекцією;
{\displaystyle \mathrm {Ri} ={\frac {\mathrm {Gr} }{\mathrm {Re} ^{2}}}\approx 1} — слід враховувати вільну і примусову конвекцію;
{\displaystyle \mathrm {Ri} ={\frac {\mathrm {Gr} }{\mathrm {Re} ^{2}}}\ll 1} — можна знехтувати вільною конвекцією.